# Piper filistilum
Piper filistilum är en pepparväxtart som beskrevs av C. Dc.. Piper filistilum ingår i släktet Piper och familjen pepparväxter. Inga underarter finns listade i Catalogue of Life.